# John Rissler Messer
Pour les articles homonymes, voir Messer.
John Rissler "Jack" Messer  (né le 26 mai 1941) est un fermier et un homme politique provincial canadien de la Saskatchewan. Il représente les circonscriptions de Kelsey, Tisdale-Kelsey et de Kelsey-Tisdale à titre député du Nouveau Parti démocratique de 1967 à 1980.

## Biographie
Né à Tisdale en Saskatchewan, Messer étudie à Vancouver en Colombie-Britannique. Travaillant comme agent d'immeuble dans cette ville, il poursuit ses études à l'Université de la Colombie-Britannique et à l'Université de la Saskatchewan. S'établissant à Tisdale, il s'installe sur une ferme. Épousant la fille de Hugh Alexander Bryson, député CCF de Humboldt—Melfort de 1953 à 1958, il devient secrétaire de la Tisdale Wheat Pool Committee et directeur de la Evington Rural Telephone Company.
Élu en 1967, il sert dans le cabinet à titre de ministe de l'Agriculture, ministre de l'Industrie et Commercer et ministre des Ressources minérales. Il démissionne de ses fonctions ministérielles et du poste de député en 1980.
En 1990, il devient secrétaire provincial du Nouveau Parti démocratique de la Saskatchewan. Président de SaskPower de 1991 à 1998, il devient ensuite directeur de Canards Illimités de 2002 à 2004.